# Paulisana grisea
Paulisana grisea är en fjärilsart som beskrevs av Sergius G. Kiriakoff 1979. Paulisana grisea ingår i släktet Paulisana och familjen tandspinnare. Inga underarter finns listade i Catalogue of Life.